# Nawur
Nawur – wieś w Armenii, w prowincji Tawusz. W 2011 roku liczyła 1065 mieszkańców.